# 塞德里克·沙宾
塞德里克·沙宾（法語：Cédric Sabin，1979年11月2日—），法国足球运动员，现效力于中国足球超级联赛球队陕西浐灞，司职前锋。
沙宾职业生涯效力于一系列法国低级别联赛球队。2010年前往中国试训，在广州队试训失败后，他在3月和中超球队陕西浐灞正式签约。